# بدیع‌آباد (میان‌جلگه)
بدیع‌آباد یک روستا در ایران است که در بخش میان‌جلگه شهرستان نیشابور واقع شده‌است.